# Meistbesuchte Sehenswürdigkeiten Wiens
Die meistbesuchten Sehenswürdigkeiten Wiens sind hier nach aktuellen Quellen, zumeist Medienberichten, zusammengestellt. Für 2020 ist die Zusammenstellung noch nicht fertig.
| Stephansdom Bis 2010 nur Dom- und Katakombenführungen, Turmbesteigung |              |                                          |                            |                                                |                                                 |                  | 5.400.000                           |                                     | 5.300.000                           | 380.000                             | 218.000                             | 500.000      | 190.633      | 168.000      | 161.000      |              | 161.024      | 203.500      |              | 175.000      |              |         |         |
| Schloss Schönbrunn |              | 4.255.000 (ohne weitere Betriebsstätten) | 3.978.000                  | 3.800.000 (ohne weitere Betriebsstätten)       | 3.719.000                                       | 3.600.000        | 3.020.000                           | 2.870.000                           | 2.820.000                           | 2.660.000                           | 2.600.000                           | 2.467.000    | 2.581.000    | 2.590.000    | 2.507.000    | 2.300.081    | 2.216.000    | 1.755.900    | 1.848.046    | 1.759.000    | 1.585.000    |         |         |
| Tiergarten Schönbrunn | 1,2 Mio.     | 2.000.000                                |                            | 2.200.000                                      | 2.200.000                                       | 2.530.000        | 2.200.000                           | 2.193.154                           | 2.400.000                           |                                     | 2.183.000                           | 2.578.698    | 2.453.987    | 2.270.996    | 1.698.012    | 1.725.637    | 2.001.791    | 1.806.796    | 1.724.000    | 1.614.000    |              |         |         |
| Belvedere Seit 2011 mit 21er Haus/Belvedere 21, Okt. 2013 bis 2017 mit Winterpalais Prinz Eugen                                                                            |              |                                          | 1.592.348                  | 1.427.225                                      | 1.329.489                                       | 1.266.620        | 1.100.000                           | 957.802                             | 1.139.585 (24 %)                    | 888.633                             | 812.400 (24 %)                      | 749.000      | 807.283      | 594.678      | 430.073      | 415.640      | 360.146      | 356.564      | 380.703      | 353.000      | 499.000      |         |         |
| Riesenrad |              |                                          | 840.000                    |                                                |                                                 |                  |                                     |                                     |                                     |                                     |                                     |              |              | 640.000      | 660.000      | 620.000      | 656.000      | 620.000      | 620.000      | 605.000      | 615.000      | 711.000 | 725.000 |
| Albertina |              |                                          | 1.004.800                  | 792.471                                        | 707.082                                         | 648.989          | 599.000                             | 631.126                             | 620.333 (28 %)                      | 574.739 (14 %)                      | 655.598 (26 %)                      | 630.000      | 997.738      | 557.307      | 725.759      | 561.794      | 750.535      | 804.678      |              |              |              |         |         |
| Kaiserappartements, Sisi Museum, Silberkammer |              |                                          |                            | 772.000                                        | 747.000                                         |                  | 670.000                             | 645.000                             | 641.787                             | 627.000                             | 647.000                             | 586.000      | 632.000      | 625.000      | 634.000      | 583.000      | 1.071.000    | 868.900      | 839.381      | 788.000      | 603.000      |         |         |
| Kunsthistorisches Museum 2009–2011: inkl. Sammlungen in der Neuen Burg; sonst nur Haupthaus ohne weitere Standorte des KHM-Museumsverbands; 2017 kompletter Museumsverband |              |                                          | 1.750.814 (ganzer Verband) | 1.424.149 (ganzer Verband) 727.269 (Haupthaus) | 1.416.559 (ganzer Verband), 700.901 (Haupthaus) | 841.363          | 871.514                             | 778.853                             | 703.587                             | 593.845                             | 616.837 (34 %)                      | 582.000      | 546.134      | 619.318      | 618.522      | 665.149      | 570.864      | 615.179      | 653.016      | 750.676      | 543.217      |         |         |
| Donauturm |              |                                          |                            | ca. 450.000                                    |                                                 | ca. 450.000      |                                     | 450.000                             | 400.000                             | 400.000                             |                                     | 396.000      | 419.635      | 415.000      | 408.080      | 401.225      | 402.702      | 358.977      | 402.623      | 376.000      | 401.000      |         |         |
| Naturhistorisches Museum Seit 2012 inkl. Pathologisch-Anatomische Sammlung im Narrenturm                                                                                   |              |                                          |                            | 757.173                                        | 706.480                                         | 652.177          | 644.100                             | 754.768                             | 564.512                             | 552.997                             | 527.744                             | 392.000      | 372.778      | 397.140      | 368.801      | 338.897      | 318.640      | 316.000      | 362.738      | 366.000      |              |         |         |
| Haus des Meeres | 337.548      | 654.459                                  | 650.152                    | 642.459                                        | 635.363                                         | 584.705          | 568.480                             | 567.311                             | 511.641                             | 436.545                             | 410.535                             | 408.415      | 352.877      | 336.162      | 258.294      | 247.012      | 248.000      | 252.309      | 181.871      | 200.468      | 215.000      | 181.000 |         |
| Leopold Museum (im MuseumsQuartier (MQ)) |              |                                          | 521.847                    | 380.597                                        | 365.318                                         | 368.128          | 349.689                             | 325.459                             | 355.000                             | 311.000                             | 360.000                             | 316.000      | 291.000      | 302.000      | 301.000      | 340.000      | 280.000      | 330.000      | 301.000      |              |              |         |         |
| Technisches Museum |              | 428.619                                  | 383.551                    | 391.641                                        | 365.633                                         |                  |                                     | 366.542                             | 316.939 (66 %)                      | 295.734                             | 327.401 (66 %)                      | 298.000      | 296.180      | 289.179      | 282.104      | 285.820      | 282.861      | 276.685      | 330.000      | 345.000      | 382.000      |         |         |
| Kaiserliche Schatzkammer (Hofburg) |              |                                          |                            |                                                | 229.483                                         | 243.674          | 234.657                             | 249.850                             | 265.633                             | 254.288                             | 269.214 (34 %)                      | 280.128      | 276.871      | 279.541      | 283.585      | 300.752      | 324.139      | 296.340      | 305.925      | 284.000      | 387.000      |         |         |
| Spanische Hofreitschule (Hofburg) |              |                                          |                            |                                                |                                                 |                  |                                     | 329.321                             |                                     | 343.202                             | 263.478                             | 257.000      | 279.000      | 233.711      | 218.000      | 176.322      | 190.826      | 161.018      | 147.797      | 141.000      | 143.000      |         |         |
| mumok – Museum moderner Kunst (im MQ) |              |                                          |                            | 228.263                                        | 208.323                                         | 210.000          | 186.000                             | 181.072                             | 199.602 (32 %)                      | 148.219                             | 237.528 (40 %)                      | 241.000      | 234.960      | 243.617      | 206.000      | 186.369      | 186.322      | 125.417      | 145.487      | 108.000      | 120.000      |         |         |
| Kapuzinergruft |              |                                          |                            |                                                |                                                 |                  |                                     | 195.000                             |                                     |                                     | 220.000                             | 215.000      | 234.531      | 230.000      | 246.600      | 209.392      | 220.000      | 211.140      | 215.183      | 217.000      | 235.000      |         |         |
| Haus der Musik |              |                                          |                            | ca. 216.000                                    |                                                 |                  |                                     | 216.258                             | 213.000                             | 166.801                             | 215.000                             | 205.000      | 203.000      | 199.533      | 200.743      | 137.235      | 170.000      | 171.000      | 165.064      | 140.000      |              |         |         |
| Karlskirche (Aufzug in die Kuppel) |              |                                          |                            |                                                |                                                 |                  |                                     |                                     |                                     |                                     |                                     | 200.000      | 180.000      | 180.000      | 150.000      | 160.000      |              |              | 146.000      |              |              |         |         |
| MAK – Museum für angewandte Kunst |              |                                          | 197.586                    | 169.253                                        | 182.049                                         | 160.594          | 111.590                             | 110.900                             | 139.172 (50 %)                      | 104.000 (156.212)                   | 97.749 (190.629; 61 %)              | 178.000      | 176.848      | 175.419      | 196.127      | 195.990      | 191.765      | 174.103      | 170.738      | 159.000      | 111.000      |         |         |
| KunstHausWien |              |                                          |                            | 120.146                                        | 116.479                                         | 116.302          | 113.633                             |                                     | 110.263                             | 133.322                             | 165.437                             | 137.233      | 98.202       | 376.934      | 388.571      | 349.769      | 206.047      | 187.692      | 281.315      | 390.000      | 394.000      |         |         |
| Palmenhaus Schönbrunn |              |                                          |                            |                                                |                                                 |                  |                                     | 70.000                              |                                     |                                     | 155.697                             | 160.000      | 171.164      | 160.141      | 156.146      | 142.769      | 169.089      | 220.000      | 200.000      | 156.000      | 153.000      |         |         |
| Österreichische Nationalbibliothek (Prunksaal) |              |                                          | 519.853                    | 438.963                                        | 355.880                                         | 288.775          | 268.049                             | 178.887                             | 167.659                             | 169.551                             | 225.295 (45 %)                      | 159.000      | 169.427      | 156.265      | 155.316      | 132.633      | 134.245      | 125.848      | 113.031      | 93.000       | 77.000       |         |         |
| Parlament (Führungen) |              |                                          |                            |                                                |                                                 |                  |                                     |                                     |                                     |                                     | 149.000                             | 123.440      |              |              |              |              |              |              |              |              |              |         |         |
| Mozarthaus Vienna |              |                                          |                            |                                                |                                                 | 157.122          | 138.722                             | 135.992                             |                                     | 130.000                             | 119.107                             | 141.000      | 133.263      | 135.815      | 203.098      |              |              | 65.580       |              | 70.000       | 73.000       |         |         |
| Heeresgeschichtliches Museum inkl. Außenstellen |              |                                          | 272.000                    | 248.129                                        | 234.477                                         | 244.638          | 224.267                             | 200.811                             | 174.146                             | 154.796                             | 167.982                             | 139.792      | 126.006      | 93.637       | 69.281       | 62.984       | 74.401       | 59.222       |              | 68.000       | 67.011       |         |         |
| Bank Austria Kunstforum |              |                                          |                            |                                                |                                                 |                  |                                     |                                     |                                     | 250.000                             |                                     |              | 223.879      | 260.583      | 230.508      | 257.360      | 246.183      |              |              |              | 533.000      |         |         |
| Jüdisches Museum Wien inkl. Museum Judenplatz |              | 144.039                                  |                            |                                                |                                                 | 129.535          | 106.000                             | 118.000                             |                                     | 99.805                              |                                     | 59.471       | 67.536       |              |              |              |              |              |              |              |              | 80.000  |         |
| Theseustempel (im Volksgarten) (Teil des KHM) |              |                                          |                            | 93.881                                         | 156.320                                         | 102.881          | 103.361                             | 118.146                             | 89.770                              |                                     |                                     |              |              |              |              |              |              |              |              |              |              |         |         |
| Schmetterlinghaus (im Burggarten) |              |                                          |                            |                                                |                                                 |                  |                                     |                                     |                                     |                                     |                                     |              | 120.367      | 112.034      | 99.254       | 110.491      | 107.046      | 88.617       | 127.795      | 93.000       | 88.000       |         |         |
| Kaiserliche Wagenburg in Schönbrunn (Teil des KHM) |              |                                          |                            |                                                | 130.620                                         | 77.155           | 80.944                              | 81.333                              | 96.980                              | 92.508                              | 97.826 (34 %)                       |              | 110.624      | 118.211      |              |              |              | 92.067       |              | 83.000       | 122.000      |         |         |
| Kunsthalle Wien (im MQ) |              | 70.429                                   | 77.146                     | 75.500                                         |                                                 |                  | 40.520                              | 103.361                             | 195.288                             | 167.350                             | 155.553                             | 170.076      | 138.927      | 140.504      | 124.041      | 154.310      | 167.273      | 177.471      | 197.000      | 164.000      |              |         |         |
| ZOOM Kindermuseum (im MQ) |              |                                          |                            |                                                |                                                 |                  |                                     | 125.925                             |                                     | 113.187                             | 116.842                             |              | 106.602      | 109.865      | 101.625      | 107.000      | 110.000      | 101.000      | 111.341      | 53.000       |              |         |         |
| Secession |              |                                          |                            |                                                |                                                 |                  |                                     | 111.883                             |                                     | 99.641                              | 98.996                              |              | 100.250      | 107.683      | 112.560      | 102.833      |              | 110.000      |              | 101.000      | 98.000       |         |         |
| Wien Museum Karlsplatz |              |                                          |                            |                                                | 166.010, 505.020                                | 166.075, 452.818 | 160.000, 432.832                    | 136.000, 403.224                    | 156.097                             | 128.378                             | 103.469 (> 20 %)                    | 108.443      | 88.685       | 107.875      | 110.911      | 144.278      | 123.249      | 87.571       | 66.897       | 148.495      | 160.593      |         |         |
| Wien Museum Musikerwohnungen |              |                                          |                            |                                                |                                                 |                  |                                     | 179.899                             |                                     | 166.164 (mehr als 20 %)             |                                     |              |              |              |              |              |              |              |              |              |              |         |         |
| Sehenswürdigkeit | Besuche 2020 | Besuche 2019                             | Besuche 2018               | Besuche 2017                                   | Besuche 2016                                    | Besuche 2015     | Besuche 2014 (davon nicht bezahlte) | Besuche 2013 (davon nicht bezahlte) | Besuche 2012 (davon nicht bezahlte) | Besuche 2011 (davon nicht bezahlte) | Besuche 2010 (davon nicht bezahlte) | Besuche 2009 | Besuche 2008 | Besuche 2007 | Besuche 2006 | Besuche 2005 | Besuche 2004 | Besuche 2003 | Besuche 2002 | Besuche 2001 | Besuche 2000 |         |         |

Seit 2016 meldete das Sigmund-Freud-Museum pro Jahr mehr als 100.000 Besuche (2017: 106.315, 2018: 109.773), 2017 auch das Zeiss Planetarium der Stadt Wien.

## Methode
Die Zahlen werden von den Betreibern der Sehenswürdigkeiten genannt. Diese wenden unterschiedliche Methoden zur Errechnung der Gesamtbesuchszahlen an. Wer strikt vorgeht und nur die Summe tatsächlich ausgegebener Eintrittskarten meldet, steht in Konkurrenz zu Einrichtungen, die Besuchszahlen eventuell nur schätzen, oder solchen, die an Sponsoren verbilligte Eintrittskarten en gros abgeben, denen nur zum Teil tatsächliche Besuche gegenüberstehen (wie dies bei der Kunsthalle Wien in den Jahren vor 2010 der Fall gewesen sein dürfte). Ebenso bleibt im Einzelfall unklar, mit welcher Anzahl von Besuchen die Käufer von Jahreskarten in die Statistik aufgenommen werden. Im Jänner 2013 wurden Vermutungen laut, das Kunsthaus Wien könnte vor der Übernahme durch die Wien-Holding stark überhöhte Besuchszahlen gemeldet haben. Die veröffentlichten Zahlen allein erscheinen als Indikatoren für den wirtschaftlichen Erfolg einer Sehenswürdigkeit nicht geeignet.

## Frequenzen von Veranstaltungen
Neben den ständigen Sehenswürdigkeiten der Stadt erreichen auch Veranstaltungen hohe Frequenzen: Das Donauinselfest, ein Wochenende lang, bilanzierte 2015 mit 3,3 Millionen Besuchen. Das in Juli und August stattfindende Wiener Musikfilm-Festival auf dem Rathausplatz verzeichnete 2010 schätzungsweise bis zu 700.000 Besuche.
Bei ungefähr 3,5 Millionen Besuchen jährlich stimmen sich Einheimische und Touristen beim Christkindlmarkt auf dem Rathausplatz auf Weihnachten ein, und etwa 650.000 Personen beenden das Jahr mit einem Besuch des Wiener Silvesterpfades. Der Wiener Eistraum, ein vor dem Wiener Rathaus angelegter Kunsteislaufplatz, weist von Jänner bis März etwa 500.000 Besuche auf. Die Eröffnungsfeier der in Mai und Juni stattfindenden Wiener Festwochen auf dem Rathausplatz wurde 2005 von ungefähr 175.000 Menschen besucht.
Bei genauer Darstellung sind Besuche von Besuchern zu unterscheiden. Wer z. B. an drei Abenden Filme auf dem Rathausplatz gesehen hat, hat drei Besuche absolviert, war aber nur ein Besucher.